# Pascal Ancel
Pour les articles homonymes, voir Ancel.
Pascal Ancel, né le 5 novembre 1950 à Chaumont (Haute-Marne), est un professeur de droit privé. Il a été successivement professeur à l'Université Jean Moulin (Lyon 3), à l'Université Jean Monnet (Saint-Etienne), et, en dernier lieu, à l’Université du Luxembourg.
Grand spécialiste du droit des contrats, l'ensemble de ses travaux lui vaut la possibilité de faire partie du groupe de travail sur la révision du droit des contrats dans le code civil, dit Projet Catala, sous la direction du professeur émérite Pierre Catala, en 2005.

## Parcours universitaire et professionnel
- Études de droit à l'université de Dijon (1968-1973)
- Docteur en droit, thèse préparée sous la direction de Gérard Couturier, sur « L'indisponibilité des droits de la personnalité: une approche critique de la théorie des droits de la personnalité » (1978)
- Docteur de 3e cycle (thèse complémentaire) préparée sous la direction de Jean-Bernard Blaise, sur « Les sûretés personnelles non accessoires » (1981)
- Maître-assistant à l'Université de Dijon de 1978 à 1983
- Professeur à l'Université Jean Moulin (Lyon 3) de 1983 à 1986
- Professeur à l'Université Jean Monnet (Saint-Étienne) de 1986 à 2011, 1re classe depuis le 01/01/1992, Classe exceptionnelle depuis le 01/09/2005
- De 2011 à 2017 professeur à l'université du Luxembourg
- Retraité depuis 2017

## Activités d'intérêt général
Activités locales
- Président de la Commission de spécialistes de droit privé de l'Université Jean Monnet depuis 2007
- Directeur du CERCRID (UMR CNRS 5137) depuis 1999
- Président de la section de droit privé de la Faculté de droit de l'Université Jean Monnet depuis 1992
- Membre du Conseil de gestion de la Faculté de droit depuis 1987

Activités nationales
- Membre élu du Conseil national des universités, section 01 depuis 2003. 1er vice-président (Professeur) de la section 01 depuis 2007
- Membre depuis 2002 du Comité de rédaction de la Revue trimestrielle de droit civil.

## Activités de recherches collectives
Domaines principaux : droit des contrats français et comparé, droit des sûretés et du crédit, modes de règlement des litiges (arbitrage, médiation).
- 2004. La protection de l'acquéreur d'un bien immobilier contre les défauts de la chose vendue : étude de contentieux, Étude pour le ministère de la justice.Pascal ANCEL (dir.) Texte intégral du rapport
- 2006-2008. La prise en charge de l'impayé contractuel en matière civile et commerciale.Convention de recherche Univ. Jean Monnet / Ministère de la Justice Mission de recherche Droit et Justice. Participants : Olivier GOUT, Marianne COTTIN, Marie-Claire RIVIER, Ingride MARIA, Béatrice GORCHS, Pascal ANCEL (dir.) Présentation de la recherche.

## Publications

### Ouvrages
- 2004 - Manuel de droit des sûretés, Litec, 3e ed 2004
- 2006 - Manuel de droit des sûretés, Litec, 4e ed (entièrement refondue) 2006, 5e ed, 2008.
- 2018 - Droit des obligations en 12 thèmes, Dalloz, 2e ed, 2020.

### Direction d'ouvrages collectifs
- 2007 - Vers un droit commun disciplinaire, Colloque Collection Droit, Publications de l'Université de Saint-Étienne, 2007, avec J. Moret-Bailly

### Participation à des ouvrages collectifs
- 2004 - Guide pratique de l'arbitrage et de la méditation, sous la direction de Y. Reinhard et P.Y. Nougein, à paraître Éditions du Jusrisclasseur, octobre 2004 (rédaction des parties consacrées aux conventions d'arbitrage et à la médiation conventionnelle)
- 2004 - Dictionnaire de la justice, sous la direction de L. Cadiet, PUF, 2004 (rédaction des articles Contractualisation et Coûts du procès)
- 2004 - V° « Contrat » in Notionnaire Encyclopedia Universalis  2004

### Articles et communications publiées
- 1999- Force obligatoire et contenu obligationnel du contrat, RTD Civ. 1999 p. 771
- 2004- Le contrat avec effets protecteurs pour les tiers, Revue des contrats, 2004/2 p. 471
- 2004- Contrat de fait et comportements sociaux typiques, Revue des contrats, 2004/4, p. 1087
- 2004 - Une régression du modèle légal ? Communication au colloque de l'Université de Savoie du 10 décembre 2004 « Forces créatrices et forces subversives en droit des obligations : prospective et perspectives à l'heure du bicentenaire du Code civil, Dalloz, 2005
- 2005- Der französische Code civil im Jahr 2005, Monument oder Gespenst? Juridica international 2005 p. 35-41
- 2005- La transposition de la directive de 1999 sur la garantie des biens de consommation en Europe, RDCo 2005/3 p. 881 s
- 2005- Le juge et l'exécution du contrat, in Le renouveau des sanctions contractuelles, Colloque de Rennes du 30 septembre 2005, sous la direction de F. Collart-Dutilleul et C. Coulon, Economica 2007 p. 103-119
- 2005- Acte juridique et déclaration de volonté : la greffe allemande sur le droit français des obligations, in Traditions savantes et codifications, Colloque ARISTEC des 8, 9 et 10 septembre 2005, LGDJ 2007 p. 161-186
- 2005- Quelques observations sur la structure de la section relative aux sanctions de l'inexécution, Colloque RDCo La réforme du droit des contrats, octobre 2005 RDCo 2006/1 p. 105 s * 2006 - Plaidoyer d'un membre de la doctrine pour la recherche empirique, in Mélanges en l'honneur de Philippe Jestaz : libres propos sur les sources du droit, Dalloz, 2006 p. 1-17
- 2006- Notion et utilisation de la Geschäftsgrundlage dans les droits germaniques, RDCo 2006/3 p. 897 s (en collaboration avec R. Wintgen) * 2006- Les rapports entre la responsabilité contractuelle et la responsabilité extra-contractuelle, Présentation des solutions de l'avant-projet, Communication au colloque au Sénat du 12 mai 2006 sur la réforme de la responsabilité civile, RDCo 2007/1 p. 19 s
- 2006- [à paraître 2008] Das Projekt Catala zur Reform des Schuldrechts in Frankreich, in Schuldrechtsmodernisierung und Europäisches Vertragsrecht- Zwischenbilanz und Perspektiven, Würzburger Tagung von 27. und 28. 102 006, Mohr, Tübingen, mai 2008
- 2007- Faut-il « faire avec » ? À propos de l'arrêt de l'Assemblée plénière du 6 octobre 2006, RDCo 2007/2, p. 538 s
- 2007- Contractualisation et théorie générale du contrat, in Approche renouvelée de la contractualisation, sous la direction de S. Chassagrand(Pinet et D. Hiez, Centre René Demogue, PUAM 2007 p. 15-29
- 2007 [à paraître 2008], Les rapports entre responsabilité contractuelle et responsabilité délictuelle dans le projet français, Communication au colloque La responsabilité civile européenne de demain en Europe, Projets de révision nationaux et principes européens, Genève, 31 mai-2 juin 2007
- 2007 [à paraître 2008] La rétroactivité de l'anéantissement du contrat et la sécurité des tiers, Communication au colloque organisé par la Revue des contrats, 22 octobre 2007, à paraître RDC 2008/1
- 2007 [à paraître 2008] Retour sur l'arrêt de l'Assemblée plénière du 6 octobre 2006, à la lumière du droit comparé, Mélanges en hommage à Geneviève Viney, LGDJ 2008, à paraître
- 2007 [à paraître 2008] La réforme du droit des sûretés en France, Communication au colloque organisé par la Faculté de droit de Kortrijk (Universität Leuven), 21 septembre 2007 * 2007 [à paraître 2008] L'accroissement de l'unilatéralité dans le contrat, Communication au colloque La contractualisation de la production normative, Centre René Demogue, Lille 11-13 octobre 2007
- 2004-2007- Chronique de jurisprudence régulière sur le cautionnement au Dictionnaire permanent « recouvrement de créances et procédures d'exécution » (Éditions législatives), depuis 2000, avec refonte annuelle du fascicule

## Conférences, communications sans actes
- 2004-2007- Participation annuelle depuis 1999 à l'Université d'été de droit privé européen (Summerschool on European private law) organisée par l'université de Salzbourg, Conférences de présentation en langue allemande et anglaise des principes fondamentaux du droit français à des étudiants de divers pays d'Europe
- 2006- Conférence à la faculté de droit de Cluj-Napoca, 4 mai 2006, La réforme du droit des sûretés en France
- 2006- Conférence en langue allemande sur la réforme française du droit des obligations auprès de l'European legal institute de l'Université d'Osnabrück, 21 juin 2006
- 2007- Conférence à la Faculté de droit de Tours, avril 2007, La notion de contrat
- 2007- Conférence à l'École doctorale Lyon 3-Lyon 2- Saint-Étienne, 8 novembre 2007, Qu'est ce qu'un contrat ?

## Sources
- Site officiel de l'université Jean Monnet de St Etienne